# Clubiona kigabensis
Clubiona kigabensis är en spindelart som beskrevs av Embrik Strand 1915. Clubiona kigabensis ingår i släktet Clubiona och familjen säckspindlar. Inga underarter finns listade i Catalogue of Life.